# TV-fotografernas förening
TV-fotografernas förening är en svensk yrkesorganisation för fotografer/kameraoperatörer inom televisionen.
TV-fotografernas förening bildades 2006 och ansluter yrkesverksamma tevefotografer i Sverige. Dess syfte är att bevaka medlemmarnas intressen och genomföra kompetenshöjande aktiviteter.
Föreningen instiftade, med stöd av TV-branschen, år 2010 priset Gyllene snittet till årets bästa TV-fotografer.